# Méthode du vecteur spatial

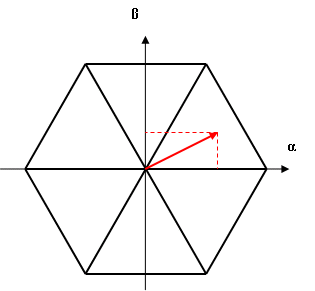
Principe du vecteur spatial pour une MLI triphasée

La méthode du vecteur spatial (Space vector modulation en anglais et souvent abrégé SVM ou SVPWM) est un algorithme utilisé pour réaliser la Modulation de largeur d'impulsion (MLI). Elle sert dans les onduleurs à produire la tension alternative à partir d'une tension continue. Elle est principalement utilisée pour les machines électriques tournantes. L'un des objectifs de la méthode est d'obtenir un bon compromis entre la réduction du contenu harmonique de la tension produite et la réduction des pertes par commutations. Elle est intimement liée à la transformation de Clarke.

## Principe

### Hypothèses

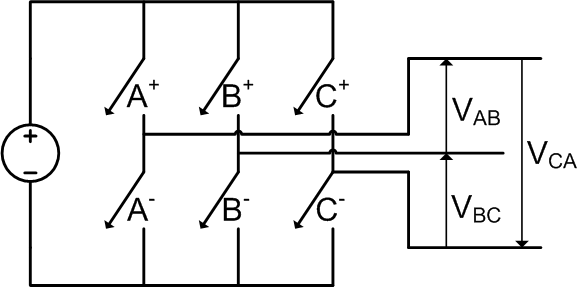
Onduleur triphasé en tout ou rien

Un onduleur triphasé comme représenté ci-contre permet de créer une tension alternative triphasée, par exemple pour alimenter un moteur électrique, à partir d'une tension continue.
À aucun moment, il ne faut que deux interrupteurs en série (par exemple A- et A+) soient fermés simultanément sous peine de court-circuit. En supposant qu'au moins un des interrupteur en série est toujours ouvert, on obtient huit états possibles. On note par un « 1 » l'état quand l'interrupteur du haut est fermé et par un « 0 » l'état lorsque celui du bas est fermé:
| Vecteur    | A+  | B+  | C+  | A−  | B−  | C−  | VAB  | VBC  | VCA  |                       |
| ---------- | --- | --- | --- | --- | --- | --- | ---- | ---- | ---- | --------------------- |
| U0 = {000} | OFF | OFF | OFF | ON  | ON  | ON  | 0    | 0    | 0    | vecteur de roue libre |
| U1 = {100} | ON  | OFF | OFF | OFF | ON  | ON  | +Vdc | 0    | −Vdc | vecteur actif         |
| U2 = {110} | ON  | ON  | OFF | OFF | OFF | ON  | 0    | +Vdc | −Vdc | vecteur actif         |
| U3 = {010} | OFF | ON  | OFF | ON  | OFF | ON  | −Vdc | +Vdc | 0    | vecteur actif         |
| U4 = {011} | OFF | ON  | ON  | ON  | OFF | OFF | −Vdc | 0    | +Vdc | vecteur actif         |
| U5 = {001} | OFF | OFF | ON  | ON  | ON  | OFF | 0    | −Vdc | +Vdc | vecteur actif         |
| U6 = {101} | ON  | OFF | ON  | OFF | ON  | OFF | +Vdc | −Vdc | 0    | vecteur actif         |
| U7 = {111} | ON  | ON  | ON  | OFF | OFF | OFF | 0    | 0    | 0    | vecteur de roue libre |

On note qu'en parcourant périodiquement les états de U1 à U6, les trois phases obtenues sont distantes d'un angle de 120°, comme dans un système triphasé. Toutefois, cette simple succession d'états ne permet pas d'avoir une forme d'onde sinusoïdale satisfaisante.

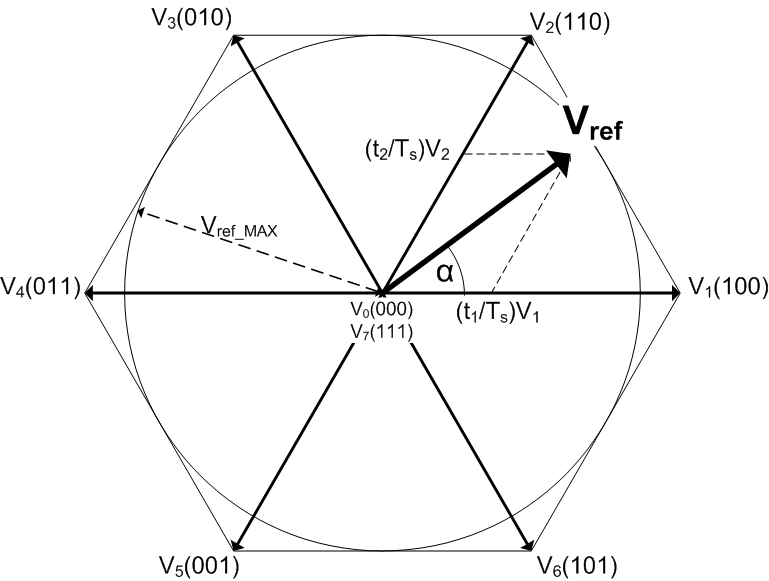
Schéma explicatif de la méthode du vecteur spatial. La tension de consigne est V_{ref}. Le cercle de rayon V_{ref_MAX} est la valeur maximale prise par la tension de sortie sans surmodulation

### Modulation

#### Réglage de l'angle

L'alternance des tensions U_{1} et U_{2} permet de créer en moyenne la tension U_{a}

La tension alternative produite par l'onduleur permet d'alimenter une machine tournante et d'en déterminer le flux.
La modulation de largeur d'onde permet de produire un vecteur quelconque Ua (voir ci-contre) en appliquant alternativement les tensions proches (ici U1 et U2). Les enroulements du stator de la machine tournante étant fortement inductifs, le courant est lissé. La machine se comporte donc comme si elle recevait réellement la tension Ua.
La logique de l'algorithme commence par déterminer dans lequel des six secteurs la tension souhaitée se trouve afin de sélectionner les deux tensions à utiliser. La durée d'application de chacune des tensions permet de régler précisément l'angle de la tension résultante.
Afin d'avoir une tension sinusoïdale de fréquence f, la tension souhaitée tourne dans le repère à la même fréquence.

#### Réglage de l'amplitude

Le passage par le vecteur de roue libre permet de réduire l'amplitude

En utilisant uniquement les états allant de U1 à U6, on obtient une tension résultante maximale. Afin de réduire l'amplitude, ce qui est souhaitable pour la commande d'une machine tournante, des passages par les vecteurs de roue libre, U0 ou U7, sont insérés dans la suite des commutations. Dans l'exemple ci-contre, le temps passé dans l'état U1 relativement à celui passé dans l'état U2 est constant quelle que soit l'amplitude. Ce rapport réglant l'angle. Le passage plus ou moins long par le vecteur de roue libre permet de réduire l'amplitude. Une période de commutation alterne donc trois états : deux vecteurs actifs et un vecteur de roue libre.

#### Quantification du réglage
Grâce à la connaissance de l'amplitude du vecteur désiré dans le repère complexe {\displaystyle \alpha \beta }, il est possible de calculer le temps d'utilisation effectif de chaque vecteur réalisable par l'onduleur afin d'implémenter en pratique cette stratégie. Une proposition de détermination par le calcul est proposé ci-dessous.

### Optimisation et surmodulation
Afin d'améliorer la forme de la tension résultante, il est possible d'appliquer le vecteur de roue libre deux fois au lieu d'une durant une période, avant et après chaque passage par un vecteur actif. La durée totale de son application restant la même.
Afin d'avoir une tension de forme sinusoïdale, la tension résultante doit rester dans le cercle de rayon {\displaystyle {\frac {\sqrt {3}}{2}}} dessiné. Toutefois, de manière transitoire, il est possible d'en sortir, en allant dans les coins, afin de produire un moment important dans le moteur. On parle de surmodulation. La tension n'est donc plus sinusoïdale, elle présente un contenu harmonique important qui entraîne des pertes plus élevées .

### La SVM Optimisée
Plus récemment, la SVM optimisée a fait son apparition dont le principe est de ne plus considérer les secteurs de la SVM comme étant de taille égale et constant mais comme étant variables. Des méthodes d'optimisation sont alors employées afin de choisir la taille des secteurs. L'optimisation est classiquement faite de manière à minimiser le WTHD, qui a pour avantage de ne pas dépendre de la charge considérée.
D'autres travaux basés sur une représentation vectorielle, montre un avantage substantiel à changer de paradigme. Ainsi la Near-state PWM est apparue permettant de diminuer la tension de mode commun et ainsi améliorer la compatibilité électromagnétique .

### Lien avec les MLI intersectives
Il est possible de démontrer que la SVM classique peut se ramener à une MLI intersective par injection d'harmoniques dans la modulante (ou ajout d'une tension de mode commun) à la tension de référence,. La tension de mode commun à ajouter est alors égale à : {\displaystyle v_{0}=-{\frac {\max(\mathbf {U} _{ref})+\min(\mathbf {U} _{ref})}{2}}=-V_{med}}.
Avec {\displaystyle \mathbf {U} _{ref}}, le vecteur de tension de référence noté : {\displaystyle \mathbf {U} _{ref}=mV_{DC}[\sin(\omega t),\sin(\omega t-{\frac {2\pi }{3}}),\sin(\omega t-{\frac {4\pi }{3}})]'}.
Ainsi la modulante à comparer avec la porteuse triangulaire (entre 0 et 1) devient :
{\displaystyle V_{mod}={\frac {\mathbf {U} _{ref}}{V_{DC}}}+v_{0}+{\frac {1}{2}}={\frac {\mathbf {U} _{ref}}{V_{DC}}}-{\frac {\max(\mathbf {U} _{ref})+\min(\mathbf {U} _{ref})}{2V_{DC}}}+{\frac {1}{2}}}.
Les notations utilisées sont les suivantes :
- {\displaystyle V_{DC}} Tension de Bus.
- {\displaystyle v_{0}} Tension de mode commun.
- {\displaystyle m={\frac {V_{1}}{V_{DC}}}} indice de modulation (avec {\displaystyle V_{1}} l'amplitude du fondamental).
- {\displaystyle \omega } pulsation de référence.

## Tension de consigne
La méthode a besoin d'une tension de référence échantillonnée à une fréquence fs (Ts = 1/fs). L'utilisation de la transformée de Clarke permet d'obtenir une tension de référence unique à partir d'un système triphasé.

### Vecteur spatial 3D
Une méthode du vecteur spatial en 3D existe également. Elle permet de commander les onduleurs à quatre branches. Le vecteur n'est plus représenté dans un hexagone mais dans un prisme en trois dimensions, comme un prisme hexagonal si on utilise la transformée de Clarke ou un dodécaèdre sinon.

### Autres modulations vectorielles
Il existe de nombreuses méthodes de commandes vectorielles, dont le principal usage est de réduire la tension de mode commun (common voltage mode, CMV en anglais) afin de réduire les problèmes liés à la compatibilité électromagnétique. L'ensemble des modulations vectorielles qui réduisent le CMV n'utilisent pas les vecteurs 0 et 7 (respectivement 000 et 111 dans un onduleur trois bras deux niveaux). Cependant, la contrepartie de ce mode de stratégie est de limiter l'ensemble des tensions accessibles en rendant infaisable la réalisation de certains vecteurs de tension.

#### MLI "à distance"
Les MLI dites à distance ou (Remote state PWM, RSPWM en anglais) sont des stratégies qui ne vont utiliser que 3 vecteurs déphasés chacun de {\displaystyle {\frac {2\pi }{3}}}rad entre eux. De cette manière la tension de mode commun est égale à {\displaystyle \pm {\frac {V_{DC}}{6}}}. Il existe trois grandes classes de PWM, la RSPWM1 (utilisant les vecteurs 1,3 et 5), la RSPWM2 (vecteurs 2,4 et 6) et la RSPWM3 oscillant entre les deux autres stratégies,.

#### MLI à séquence nulle de tension active
Les MLI à séquence nulle de tension active (Acrive zero sequence component PWM, AZSPWM en anglais) sont des techniques qui elles aussi diminuent la CMV. Pour ce faire, on va remplacer la séquence nulle de tension réalisée avec les vecteurs 0 et 7 dans la MLI vectorielle traditionnelle, par l'usage de deux vecteurs complémentaires. Par exemple, dans le premier secteur, la SVM utilise les vecteurs 1 et 2 pour réaliser la tension, ainsi ces deux vecteurs doivent aussi être présents dans la stratégie AZSPWM. Il reste ainsi les vecteurs 3 et 6 pour réaliser la séquence nulle de tension. En faisant s'enchainer les vecteurs de la façon suivante: {\displaystyle \mathbf {U} _{6}\mathbf {U} _{1}\mathbf {U} _{2}\mathbf {U} _{3}\mathbf {U} _{3}\mathbf {U} _{2}\mathbf {U} _{1}\mathbf {U} _{6}}. Dans ce cas les vecteurs restent adjacents, c'est ce qu'on appelle la AZSPWM1. Si l'adjacence n'est plus respectée, c'est ce que l'on appelle la AZSPWM2 (dans le cas du premier secteur: {\displaystyle \mathbf {U} _{3}\mathbf {U} _{1}\mathbf {U} _{2}\mathbf {U} _{6}\mathbf {U} _{6}\mathbf {U} _{2}\mathbf {U} _{1}\mathbf {U} _{3}}). Enfin la AZSPWM3 va se servir d'un vecteur déjà utilisé (dans le premier secteur le 1), va rallonger sa durée d'utilisation et utiliser son vecteur complémentaire. Dans le cas du premier secteur, la séquence donne: {\displaystyle \mathbf {U} _{1}\mathbf {U} _{1}\mathbf {U} _{2}\mathbf {U} _{4}\mathbf {U} _{4}\mathbf {U} _{2}\mathbf {U} _{1}\mathbf {U} _{1}},.

#### MLI dite d'état proche
La MLI dite d'état proche ou (Near State PWM, NSPWM en anglais) est une technique de MLI qui consiste à prendre les 3 vecteurs adjacents au secteur courant. Il est à noter que désormais les secteurs sont dans ce cas précis centrés autour d'un vecteur réalisable par l'onduleur et non entre deux vecteurs. Ainsi la définition des secteurs est déphasée de 30°. Cette technique permet de se passer des vecteurs nuls (0 ou 7) et ainsi réduit considérablement la CMV. Le principal défaut de cette méthode est que les indices de modulation faibles ne sont pas réalisables.

#### La commande Delta-Sigma
La commande Delta-Sigma ou {\displaystyle \Delta \Sigma } est une méthode de régulation vectorielle de tension en boucle fermée (contrairement à beaucoup d'autres).
La différence entre le vecteur de sortie et le vecteur de référence est d'abord réalisée, il s'agit du calcul de {\displaystyle \Delta }, ensuite, cette différence est intégrée pour donner l'accumulation de l'erreur {\displaystyle \Sigma } qui grâce à un algorithme va permettre de suivre la référence. 
Si {\displaystyle \Sigma } est plus grand qu'une certaine erreur {\displaystyle S} le vecteur actuel de tension appliqué va changer, dans le cas contraire, on garde le vecteur qui était appliqué.
La détermination du nouveau vecteur se fait grâce à un calcul qui permet de décider quel vecteur va permettre de rentrer dans le cercle de rayon {\displaystyle S} et ce de manière la plus durable ,.

## Applications
La méthode est utilisée pour commander les onduleurs connectés à des machines électriques asynchrones, synchrones ou à courant continu sans balais. Elle est souvent utilisée en combinaison avec une commande vectorielle pour produire la consigne de tension.